# 反折花龙胆
反折花龙胆（学名：Gentiana choanantha）为龙胆科龙胆属的植物，为中国的特有植物。分布于中国大陆的四川等地，生长于海拔2,700米至4,600米的地区，多生于山坡灌丛草地、沼泽地、高山草甸、河滩及水沟边，目前尚未由人工引种栽培。